# Hexatoma perversa
Hexatoma perversa är en tvåvingeart som beskrevs av Alexander 1937. Hexatoma perversa ingår i släktet Hexatoma och familjen småharkrankar.
Artens utbredningsområde är Ecuador. Inga underarter finns listade i Catalogue of Life.